# Power Macintosh 8500
Power Macintosh 8500（120MHzモデルは、ヨーロッパでのPower Macintosh 8515としても知られている）は、1995年から1997年までAppleが設計、製造、販売していたMacintoshシリーズ。上位機種として商品化されたPower Macintosh 8500は交換可能なドーターカードを利用した最初のMacintoshの1つだった。第1世代の8500は、132MHzのPower Macintosh 9500よりも低速だが、9500にはないオーディオおよびSビデオ/コンポジットビデオ入出力ポートを備えていた。8500は、640×480ドットのA/V入出力を搭載した最初のパーソナルコンピュータだったが、1995年に製造されたHDDでは、その解像度でビデオをキャプチャするために必要な18MB/秒の帯域がなかった。しかも、8500の内蔵するSCSI-2の最大帯域は10MB/秒であった。
Power Macintosh x500シリーズの他のモデルと同じように、8500は数度の高速化モデルチェンジを経た。 最初は120MHzのPowerPC 604 CPUを搭載し、後で同じチップの132MHzモデルや150MHzモデルが発売され、最後のモデルではPowerPC 604e/180MHzに達した。その後は、1997年2月にPower Macintosh 8600に引き継がれた。

## 仕様
- CPU: PowerPC 604, PowerPC 604e
- CPU 速度: 120, 132, 150, 180MHz
- FPU: 統合
- Data Path: 64ビット
- ROM: 4MiB Old World ROM
- RAM種類: 168pin DRAM DIMM（装着は同じ形式で同容量のものをペアで使用）
- 最低RAM速度: 70ns
- 初期搭載RAM: 16MBまたは32MB
- RAM Slots: 8
- 最大RAM: 512MB（Appleの公式メモリ量）
- Level 2 Cache: 256KB
- VRAM: 2MB DRAM、最大4MBまで拡張可能
- 最大解像度: 1280x1024 、32,768色（VRAM容量4MB時）
- Slots: PCIスロット x 3
- フロッピードライブ: 1.44MB SuperDrive
- 光学ドライブ: 4x または 8x CD-ROM（内蔵 50-pin SCSI）
- ハードディスク: 1.2GB または 2GB（内蔵 50-pin SCSI）
- イーサネット: 10Base-TおよびAAUI-15 Ethernetポート×各1（どちらか片方のみ使用可能）
- ADB: 1
- シリアル: 2（GeoPortとLocalTalkに対応）
- SCSI: DB-25（5MB/s）および内部フラットケーブル用50-pin（10MB/s）
- ビデオ出力: DB-15ビデオポート
- コンポジットビデオ入出力用ポート×各1
- Sビデオ入出力ポート×各1
- オーディオ入出力: 各2（L/R）
- スピーカー: モノラル
- 消費電力: 340ワット（連続使用時）,  520W（ピーク時）
- 重量: 12.7kg
- 外形寸法: 355.6mm H x 196mm W x 400mm D
- 最初のOS: 漢字Talk 7.5.2
- 最終対応OS: Mac OS 9.1
- 発売: 1995年8月（120MHz版）
- 販売終了: 1997年2月（180MHz版）